# 天建
天建（てんけん）は、南北朝時代に北魏で莫折念生が建てた私年号。524年 - 527年。

## 西暦との対照表
| 天建 | 元年  | 2年   | 3年   | 4年   |
| 西暦 | 524年 | 525年 | 526年 | 527年 |
| 干支 | 甲辰  | 乙巳  | 丙午  | 丁未  |